# Disz úrfi és Esz kisasszony
A Disz úrfi és Esz kisasszony (M. Ré-Dièze et Mlle Mi-Bémol. Conte de Noël - karácsonyi mese) Jules Verne novellája, amelyet 1893-ban írt. Nyomtatásban először 1893 karácsonyára jelent meg az Illustrated Figaro lapban. A történetet Félicien de Myrbach 8 rajzával illusztrálták. Michel Verne 1910-ben bevette a Hier et demain (Tegnap és holnap) novellagyűjteménybe.
A történetben áttetszik a Verne által tisztelt két szerző, Edgar Allan Poe és E. T. A. Hoffmann hatása.
A novella egyik főszereplője magyar származású, de ennek a történetben nincs szerepe, következménye.

## Tartalom
A történet színhelye egy Isten háta mögötti képzelt svájci kisváros, Kalfermatt. Joseph Muller postamester emlékezik vissza gyermekkorára. Tízévesen egyike volt annak a harminc gyermeknek, akik a falusi iskolában jártak órákra. Tanáruk megszállott Tell Vilmos-rajongó volt, a tanár vénkisasszony nővére volt az énektanár, teljesen alkalmatlan a feladatra. Ám a helyi templom orgonistája, Eglisak, értett a zenéhez, megtanította a harminc gyereket a hangjegyekre, kottaolvasásra, skálákra... Eglisak egész életében egy négytételes fúgadarabot komponál, de soha sem készül el vele.
Az orgona meghibásodik, veszélybe kerül a karácsonyi mise. Ám a kisváros szerencséje a magyar származású Effarane mester és segédje személyében orgonajavításhoz értők sodródnak a településre, jó áron elvállalják, hogy helyreállítják a meghibásodott hangszert.
|  | Alább a cselekmény részletei következnek! |

Effarane mester fura szerzet, váratlanul bukkan fel, abszolút hallása van, a gyerekek félnek tőle, de félelmüket leküzdi a kíváncsiság, és beosonnak a templomba, megnézni, hogy dolgozik a mester. Aki észreveszi őket, de nem haragszik, sőt, az iskolájukba is ellátogat. Minden gyereknek skálázni kell, hogy Effarane megállapítsa, kinek melyik a saját hangja. Joseph így lesz Disz úrfi. Joseph iskolai barátnője, Betty, akivel amúgy egy húron pendülnek, Effarane mestertől az Esz kisasszony nevet kapja.
Eljön a karácsonyi mise napja, és Joseph rémálmában azt álmodja, hogy Effarane nem volt képes megjavítani az orgonát, ezért a sípokba egy-egy gyereket zár, akik az adott hangnak megfelelői. És így tartják meg a hosszú, orgonajátékban gazdag ünnepséget. Amikor felébred, kiderül, hogy álma félig igaz, Effarane nem tudta megjavítani az orgonát és elmenekült.
Disz úrfi azóta elvette Esz kisasszonyt, és boldogan éltek, amíg a történetet Joseph el nem mesélte.
|  | Itt a vége a cselekmény részletezésének! |

## Fejezetek
A történet tíz, cím nélküli fejezetre tagolt.

## Szereplők
- Joseph Muller
- Valrugis, iskolamester
- Lisbeth Valrugis, tanítónő
- Betty Clère
- Guillaume Muller, Joseph apja, postamester
- Marguerite Has, Joseph anyja, Guillaume felesége
- Jean Clère, Betty apja
- Jenny Rose, Betty anyja, Jean felesége
- Eglisak, orgonaművész
- Farina, iskolás, kórustag
- Albert Hoct, iskolás, kórustag
- plébános
- Effarane mester, orgonahangoló és -építő, magyar származású
- Effarane segédje

## Érdekességek
- Időnként novellákat írok. Így a Figaro következő karácsonyi számában közzéteszem a Monsieur Re-diez Mademoiselle Mi-bemol című mesémet. Látod a szövődést? Ott zenei tudásom hoz játékba. Bármi, amit megtanultunk, soha sem pazarolás.[3]
- Valójában ugyanarról a hangról szól (D félhanggal feljebb, E félhanggal lejjebb) a történet, a két gyermek, képletesen szólva is, valójában összhangban van.
- A karácsonyi rémtörténet Effarane mester titokzatos személyiségén alapszik. Hasonlóan titokzatos a szintén magyar Verne-regénynek vélt Várkastély a Kárpátokban báró Gortz Rudolf, vagy a sokkal inkább magyar Verne-regény főszereplője, Storitz Vilmos. Effarane horrorváltozata a Híjj-zutty Trifulgas doktora.
- Mielőtt elismert íróvá vált volna, Verne több mint három éven át (1852-55) dolgozott a Théátre-Lyrique színház igazgatója, Jules Séveste mellett titkárként, itt kötött életre szóló barátságot a zenével. Több művében - Az úszó sziget, Párizs a XX. században - a zene fontos része a cselekménynek.
- Tehát nem hallottuk a laikus Eglisak híres fúgáját; de a Keresztelő Szent János-himnuszt nekünk zenésítette meg, versében ismeri ezt a zsoltárt, amelynek Arezzói Guidó az első szótagokat vette fel a skála jegyzeteinek kijelölésére[4]
- Effarane mester éppen lehajtotta a fejét, és félig lehunyt hüvelykujjával éles csapással megütötte a koponyája tövét.

Ó, meglepetés! felső csigolyája fémes hangot adott, és ez a hang pontosan a la volt, a nyolcszázhetven normál rezgéssel.
- A Figaróban megjelent történet illusztrátora, Félicien de Myrbach (1853-1940) az egyetlen német ajkú illusztrátor, aki valaha is illusztrálta Verne eredeti kiadását.
- A francia effrayant egyik jelentése: félelmet keltő.

## Magyar kiadások
- Doktor Ox teóriája, fordítók: György Ferenc és Klumák István, illusztráció: Kondor Lajos, Madách/Móra,[6] Budapest/Pozsony, 1973, ISBN 0559000921735. A könyvben három Verne-mű található: : Doktor Ox, Disz úrfi és Esz kisasszony és A humbug[7]
- Az ostromzáron át, fordítók: Kováts Miklós, György Ferenc és Klumák István, illusztráció: Simon András, Móra, 1982, ISBN 9631130339. A könyvben négy Verne-mű található: Az ostromzáron át, Doktor Ox teóriája, Disz úrfi és Esz kisasszony és A humbug.

## Feldolgozások
A Disz úrfi és Esz kisasszony novellát 1970-ben lefordította és rádióra alkalmazta Zoltán Péter, a zenéjét összeállította és orgonált Berényi István, Vadász Gyula rendezésében a Kossuth Rádióban került adásba.